# Anita Elson
Anita Elson (* 1974) ist eine norwegische Badmintonspielerin. 

## Karriere
Anita Elson wurde 2000 erstmals nationale Titelträgerin im Damendoppel in Norwegen. Im Folgejahr wiederholte sie diesen Gewinn. 2005 war sie erneut national erfolgreich, diesmal jedoch im Mixed mit Trond Wåland. Sie startet für den Verein Kristiansand BK.

## Sportliche Erfolge
| Saison | Veranstaltung                   | Disziplin   | Platz | Name                         |
| ------ | ------------------------------- | ----------- | ----- | ---------------------------- |
| 2000   | Norwegen: Einzelmeisterschaften | Damendoppel | 1     | Helene Abusdal / Anita Elson |
| 2001   | Norwegen: Einzelmeisterschaften | Damendoppel | 1     | Helene Abusdal / Anita Elson |
| 2005   | Norwegen: Einzelmeisterschaften | Mixed       | 1     | Trond Wåland / Anita Elson   |